# Шишаки

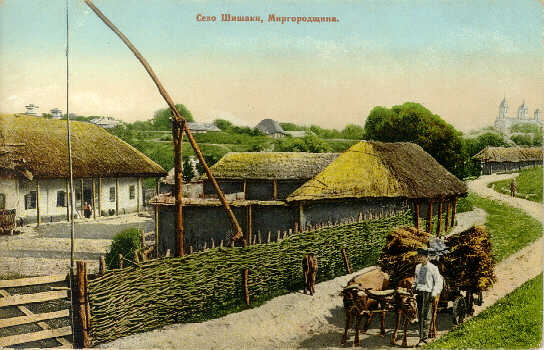
Село Шишаки, Миргородщина. Открытка 1910 г.

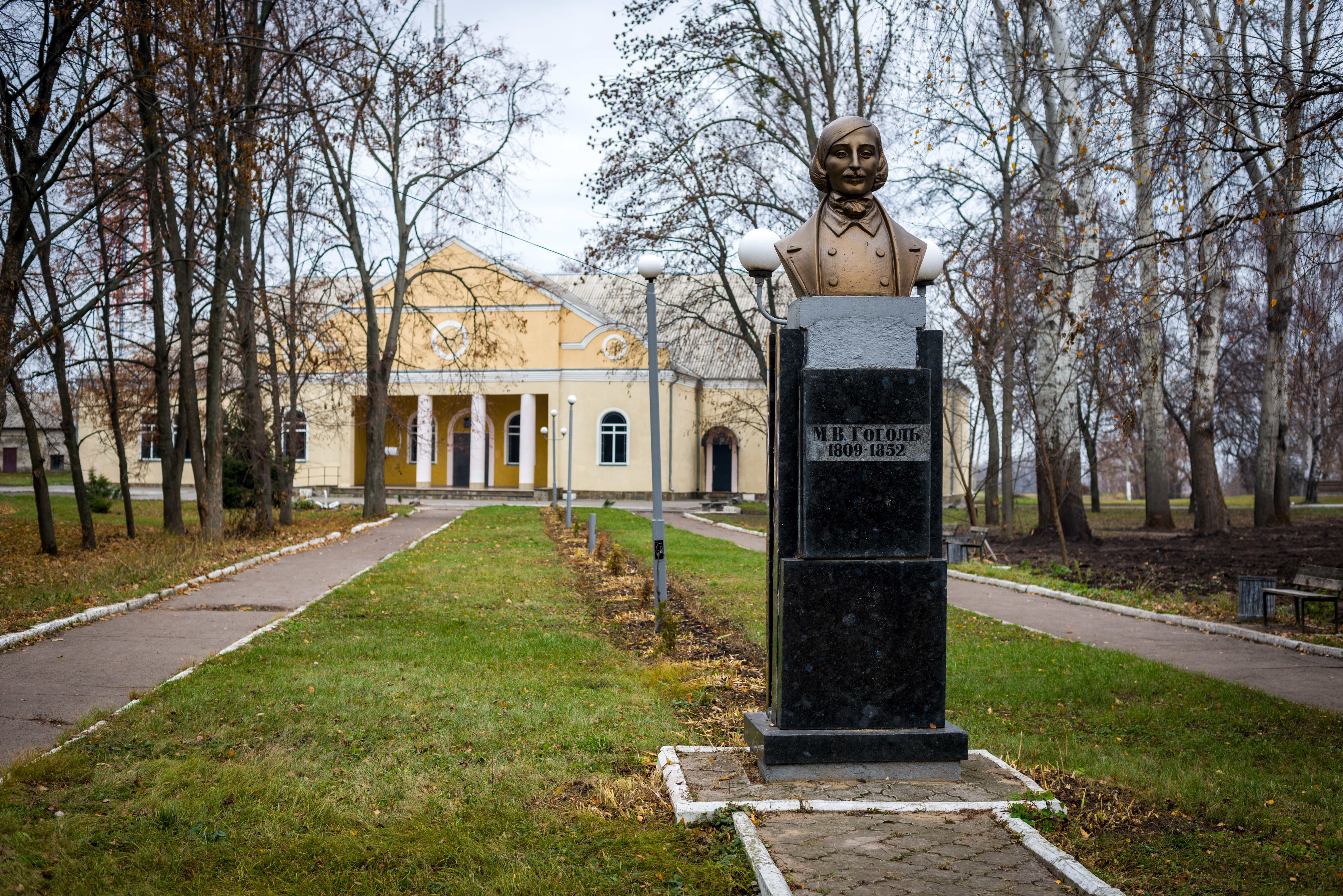
Памятник Гоголю

Шишаки́ (укр. Шишаки) — посёлок, Шишацкий поселковый совет, Миргородский район, Полтавская область, Украина.
Является административным центром Шишацкого района и Шишацкого поселкового совета, в который, кроме того, входят сёла Бабичи, Вишневое, Григоровщина, Легейды, Толстое, Хвощево, Ходосиха и Чернышевка.

## Название
Название села произошло от шишковатых (куполообразных) холмов, на которых оно частично расположено.

## Географическое положение
Посёлок городского типа Шишаки находится на левом берегу реки Псёл,
выше по течению на расстоянии в 3 км расположено село Великий Перевоз,
ниже по течению на расстоянии в 4 км расположено село Яреськи.
По селу протекает пересыхающий ручей с запрудой.

## История
Поселение возникло в начале XIV века.
В 1891 году являлись местечком Миргородского уезда Полтавской губернии, в котором насчитывалось 3500 жителей и 495 дворов, здесь действовали две церкви, три школы, еженедельно проходили базары и 4 раза в год — ярмарки.
Рядом находилась дача учёного В. И. Вернадского, которую он часто посещал до 1917 года.
В начале 1918 года здесь была провозглашена Советская власть.
В 1933 году началось издание районной газеты.
Во время Великой Отечественной войны с 22 сентября 1941 до 22 сентября 1943 года село находилось под немецкой оккупацией.
В Шишаках действовал партизанский отряд. В боях на фронтах войны участвовало около 7 тысяч жителей Шишакского района, из которых погибли 3849 человек. Более 4 тысяч человек были отмечены высокими правительственными наградами, в том числе звание Героя Советского Союза получил Боридько Фёдор Петрович.
В 1970 году был присвоен статус посёлка городского типа.
По состоянию на начало 1978 года в посёлке действовали кирпичный завод, сыродельный завод и комбикормовый завод, а на окраине — завод минеральных вод.
В 1985 году здесь действовали кирпичный завод, сыродельный завод, комбикормовый завод, завод минеральных вод, райсельхозтехника, райсельхозхимия, комбинат бытового обслуживания, средняя школа, музыкальная школа, больница, Дом культуры, кинотеатр, библиотека и историко-краеведческий музей.
В мае 1995 года Кабинет министров Украины утвердил решение о приватизации находившихся в посёлке межхозяйственного комбикормового завода и сырзавода.
День города в Шишаках празднуется каждое 2-е воскресенье августа.

## Население
| Годы      | 1985  | 1989 | 2001 | 2013 | 2014 | 2015 | 2016 | 2017 | 2018 | 2019 |
| --------- | ----- | ---- | ---- | ---- | ---- | ---- | ---- | ---- | ---- | ---- |
| Население | 5 000 | 5585 | 5252 | 4652 | 4553 | 4541 | 4537 | 4485 | 4450 | 4347 |

## Промышленность
- Шишацкий сырзавод.
- Шишацкий завод минеральных вод.
- Шишацкий межхозяйственный комбикормовый завод.
- Шишацкий хлебокомбинат.
- АФ «Шишацкая», ООО.
- ОАО «Ремонтно-транспортное предприятие».

## Объекты социальной сферы
- Специальная школа экологического и украиноведческого профиля им. В. И. Вернадского.
- Дом культуры.
- Шишацкий краеведческий музей.
- Шишацкая областная гимназия — интернат для одаренных детей

## Транспорт
Посёлок находится в 12 км от станции Яреськи (на линии Ромодан — Полтава). Рядом проходит автомобильная дорога Т-1720.

## Достопримечательности

### Археологические памятники
Среди археологических памятников, обнаруженных в Шишаках, имеются 5 курганов, найдены кремнёвые изделия эпохи неолита, 2 погребения эпохи бронзы. В урочище Дерновая Долина найдены поселения ранних славян Черняховской культуры (II—VI век).

### Памятники
- Н. В. Гоголю (1956)
- В. И. Вернадскому (1993)
- Жертвам Чернобыльской катастрофы
- Кириллу Осьмаку (2007)

## Известные жители и уроженцы
- Богма, Василий Алексеевич (1929—2006) — Герой Социалистического Труда.
- Митропольский, Юрий Алексеевич (1917—2008) — советский математик[2].
- Осьмак, Кирилл Иванович (1890 - 1960) — украинский политик, Президент Украинского Главного Освободительного Совета
- Боридько Фёдор Петрович (30 мая 1913, с. Яреськи - 19 марта 1945) — гвардии майор, командир танкового батальйона 44-й гвардейской танковой бригады, Герой Советского Союза[5][13].